# Canarobius
Canarobius is een geslacht van kevers uit de familie van de loopkevers (Carabidae). De wetenschappelijke naam van het geslacht is voor het eerst geldig gepubliceerd in 1987 door Machado.

## Soorten
Het geslacht Canarobius omvat de volgende soorten:
- Canarobius chusyae Machado, 1987
- Canarobius oromii Machado, 1987